# نظریه تعادل عمومی
تئوری تعادل عمومی شاخه‌ای از اقتصاد نئوکلاسیک است که تلاش می‌کند شکل‌گیری عرضه، تقاضا و قیمت را در کل اقتصاد با در نظر گرفتن ارتباط بین بازارهای مختلف توضیح دهد. بر خلاف تعادل جزئی که در آن عرضه و تقاضا تنها در یک بازار بررسی می‌شد و قیمت در بازارهای دیگر ثابت در نظر گرفته می‌شد، در اینجا تمام عوامل تشکیل دهنده بازارهای مختلف به صورت درونزا بررسی می‌شوند. به عبارت دیگر در تعادل جزئی قیمت در هر بازار به صورت جداگانه و مستقل از سایر بازارها و با فرض ثابت بودن قیمت در سایر بازارها و بوسیله منحنی‌های عرضه و تقاضا تعیین می‌شود؛ اما در تحلیل تعادل عمومی قیمت‌ها و مقادیر در همه بازارهای مرتبط با احتساب اثرات متقابل، تعامل‌ها و بازخوردها به‌طور هم‌زمان تعیین می‌شوند.
به عنوان مثال فرض کنید که تقاضای اتومبیل افزایش یابد، این افزایش تقاضا علاوه بر تأثیر بر بازار اتومبیل بر روی دیگر بازارها نیز مؤثر است. به این صورت که افزایش تقاضای اتومبیل قیمت آن را افزایش می‌دهد. این امر سبب تمایل تولیدکنندگان به تولید بیشتر اتومبیل خواهد شد. در نتیجه تقاضا و قیمت در بازارهایی نظیر شیشه، فولاد و… افزایش می‌یابد از طرفی افزایش تولید نیازمند کارگر بیشتر است که این خود سبب افزایش دستمزدها خواهد شد. افزایش دستمزد باعث افزایش توان خرید نیروی کار خواهد شد. افزایش توان خرید باعث افزایش تقاضای کل می‌شود و این چرخه ادامه خواهد یافت. مثال فوق ضرورت استفاده از تعادل عمومی برای یک تحلیل صحیح از اثرات عوامل اقتصادی را نشان می‌دهد. وجود قیمت و مقدار تعادلی در همه بازارها موضوع اصلی مبحث تعادل عمومی است. تعادل عمومی اولین بار توسط اقتصاددان فرانسوی لئون والراس (۱۸۷۴) معرفی شد به همین دلیل به آن تعادل والراسی بازار هم گفته می‌شود.
معمولاً در بسیاری از موارد تحلیل تعادل عمومی در چند بازار مرتبط (نه همه بازارها) تحلیل می‌شود. در صورتی که بازاری از سایر بازارها مجزا باشد یا ارتباط کمی با سایر بازارها داشته باشد برای اهداف تحلیلی و تجربی، مستقل و مجزا لحاظ می‌شود.

## مبادله کارا
بحث کارایی در چهارچوب تحلیل تعادل عمومی مطرح می‌شود. یک مبادله زمانی کارا است که در آن همه طرفین مبادله از انجام مبادله سود ببرند همچنین هیچ مبادله دیگری نباشد که وضعیت همه را بهتر کند. برای روشن شدن بحث از روش اج ورث استفاده می‌شود.

## جعبه اج ورث
در اقتصاد جعبه اج ورث راهی برای بیان شیوه تخصیص منابع بین افراد است و توسط فرانسیس اج ورث معرفی شده‌است. از جعبه اج ورث به‌طور گسترده برای توضیح مفهوم تعادل عمومی و پیدا کردن تعادل رقابتی در یک مدل ساده شده استفاده می‌شود.

### مثال
فرض کنید اقتصادی با دو مصرف‌کننده و دو نوع کالای سیب و پرتقال داریم. در مجموع ۲۰ عدد پرتقال و ۱۰ عدد سیب در این اقتصاد موجود است. می‌توان سهم هر فرد از هر کالا را در جعبه اج ورث مطابق شکل مشخص کرد.

نقطه ۱ بیانگر نقطه ایست که فرد A در ابتدا ۷ عدد سیب و ۲ عدد پرتقال همچنین فرد B، به تعداد ۳ عدد سیب و ۱۸ عدد پرتقال دارد. سایر نقاط تخصیص‌های دیگری از دو کالا به افراد را نشان می‌دهند. در شکل طول محور افقی میزان کل سیب در این اقتصاد و طول محور عمودی میزان کل پرتقال موجود را نمایش می‌دهد.

برای بررسی رفتار این دو فرد تابع مطلوبیت آن‌ها را در نقطه (۱) رسم می‌کنیم (شکل دوم). نقاط هاشور خورده نقاطی را نشان می‌دهند که با فرض ثابت بودن تعداد کل سیب و پرتقال وضعیت هر دو فرد A و B در این نقاط بهتر خواهد شد و این دو فرد می‌توانند با مبادله کالاهای خود به هرکدام از این نقاط دست یابند.

نقاطی از جعبه اج ورث که در آن نقاط هر دو بازیگر نمی‌توانند با مبادله به مطلوبیت بالاتری دست یابند، منحنی پرتو گفته می‌شود (شکل سوم). در این نقاط منحنی‌های مطلوبیت بازیگران در صورت وجود جواب درونی برهم مماس خواهد بود و نرخ نهایی جانشینی دو کالا برای افراد یکسان است. این نقاط بیانگر شرایطی از اقتصاد است که در آن اتلاف منابع نداریم و منابع به گونه‌ای تخصیص داده شده‌اند که افراد به تنهایی تمایلی به تغییر شرایط ندارند.

در این اقتصاد قیمت هر کالا به گونه‌ای تعیین می‌شود که بازیگران پس از مبادله بر روی یکی از نقاط منحنی پرتو قرار گیرند. در این نقطه بردار قیمت مماس بر هر منحنی‌های بی‌تفاوتی هر دو فرد خواهد بود. در نقطه تعادل نرخ نهایی جانشینی کالای A به جای B برای هر دو فرد برابر و معادل نسبت قیمت کالاها خواهد بود.

## قضیه اول رفاه
هر تخصیص تعادلی منابع، بهینه پرتو خواهد بود. این قضیه که بیان دیگری از «دست نامرئی آدام اسمیت» می‌باشد بیان می‌دارد که در صورتی که مبادله و تولید در یک بازار آزاد انجام شود خروجی بازار به گونه ایست که ناکاریی و اتلاف منابع در اقتصاد وجود نخواهد داشت. شرط کافی برای برقراری قضیه اول رفاه اشباع ناپذیری موضعی توابع مطلوبیت است. وجود اثرات خارجی(externality) می‌تواند موجب عدم برقراری قانون اول رفاه شود.

## قضیه دوم رفاه
با بازتوزیع امکانات اولیه می‌توان به هر نقطه پرتو دلخواه دست یافت. به عبارت دیگر در صورتی که دولت یا نهاد سیاست‌گذار تمایل به تغییر نقطه تعادل داشته باشد می‌تواند با استفاده از مالیات یا هر روش بازتوزیعی دیگر به تعادل پرتو دلخواه دست یابد. خاطرنشان می‌سازیم هر نقطه تعادلی بهینه‌است اما هر نقطه بهینه‌ای لزوماً نقطه تعادل نیست. برای برقراری قضیه دوم رفاه به شرط قویتری نسبت به قضیه اول نیاز است و آن محدب بودن تابع ترجیحات است.